# Adam Venhaus

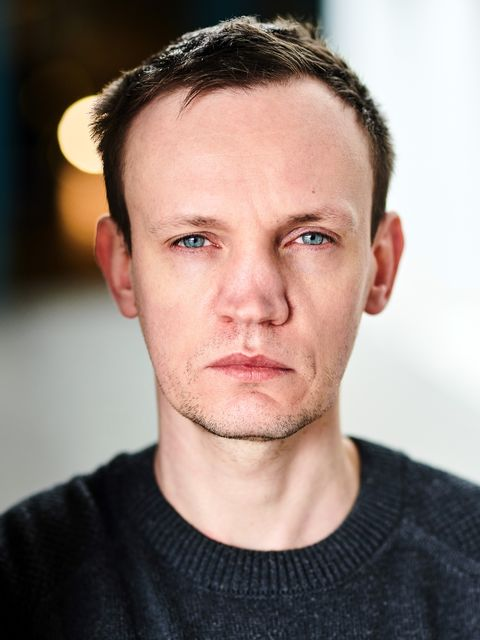
Adam Venhaus

Adam Venhaus   (* 1978 in Rybnik, Volksrepublik Polen als Adam Markiewicz) ist ein deutsch-polnischer Schauspieler.

## Leben
Nach seiner Ausbildung von 2003 bis 2007 am	Schauspiel München war Adam Venhaus drei Jahre am Münchner Volkstheater beschäftigt. 2010 hatte der internationale Kinofilm Henry 4 (Regie Jo Baier) Premiere, in dem er den zu Tode erkrankten Prinzen D'Allencon verkörperte. 2011 war er im Spielfilm Hopfensommer zu sehen sowie in Joe Wrights Wer ist Hanna?. Mit Regisseurin Anna Justice drehte er den Film Die verlorene Zeit. 2012 war er in dem ZDF-Mehrteiler Unsere Mütter, unsere Väter zu sehen. 2013 wirkte er an dem Fernsehfilm Landauer um den ehemaligen Präsidenten des FC Bayern München mit. Im Film Father Rupert Mayer arbeitete Venhaus 2013 in einer international besetzten Produktion mit dem Regisseur Damian Chapa zusammen.

## Filmografie (Auswahl)

### Fernsehen
- 2006: Untergang der Lucitania (BBC)
- 2006: Alles außer Sex
- 2008: SOKO 5113
- 2008: Ihr Auftrag, Pater Castell
- 2009: SOKO Leipzig
- 2009: Hopfensommer
- 2011: Hubert und Staller
- 2011: Heiter bis tödlich
- 2012: München 7
- 2012: Der blinde Fleck
- 2013: Unsere Mütter, unsere Väter
- 2013: SOKO 5113
- 2013, 2019, 2020: Die Chefin
- 2013: Landauer
- 2014: Pampa Blues
- 2014: Mord in bester Gesellschaft
- 2014: Polizeiruf 110, Kreise
- 2015: Hitlers Volk
- 2015: Kommissarin Heller
- 2015: Unterm Radar
- 2016: Lena Lorenz (2 Folgen)
- 2016: Sturm der Liebe (8 Folgen)
- 2016: Der Kriminalist
- 2016: Mustard seed, Festival de Cannes
- 2017: Polizeiruf, das Gespenst der Freiheit
- 2017: Hindafing (Netflix)
- 2017: You are wanted II (Amazon Prime)
- 2017: Wojenne Dziewczyny, polnische Serie
- 2018: Um Himmels Willen
- 2018: Tatort
- 2019: Passauer Krimi
- 2019: Babylon Berlin
- 2019: Walpurgisnacht – Die Mädchen und der Tod
- 2020: SOKO Stuttgart – Runde 12
- 2020: SOKO Köln – Wut
- 2020: Liebe verjährt nicht
- 2020: Der Überläufer
- 2020: Freund oder Feind. Ein Krimi aus Passau (Fernsehreihe)
- 2021: Katakomben
- 2021: WaPo Bodensee – Auf der Flucht
- 2021: Wolfsland: Die traurigen Schwestern
- 2023: Alarm für Cobra 11 – Die Autobahnpolizei: Machtlos
- 2023: Die Toten vom Bodensee – Der Nachtalb (Fernsehreihe)
- 2023: Geheimkommando Familie

### Kino
- 2009: Henri 4 Jo Bayer
- 2010: Wer ist Hanna?
- 2010: Die verlorene Zeit
- 2013: Generation War
- 2013: Father Rupert Mayer
- 2024: Die Ermittlung

### Theater
- 2010/13: Volkstheater / Christian Stückl